# Washington Whips
Los Washington Whips fueron un equipo de fútbol de los Estados Unidos que alguna vez jugaron en la NASL, la vieja liga de fútbol más importante del país.

## Historia
Fue fundado en el año 1967 en la capital Washington D. C. y formaron parte de la United Soccer Association, liga de fútbol dedicada a exportar jugadores a las ligas extranjeras, y en el caso de los Whips, el equipo al que más jugadores le vendían era al Aberdeen FC de Escocia.
Al finalizar la temporada de 1967, la USA se fusionó con la National Professional Soccer League para crear la North American Soccer League, siendo uno de los equipos fundadores de la nueva liga, aunque solamente jugaron la temporada de 1968 hasta su desaparición.

## Temporadas
| Año  | Liga | G  | P  | E | Pts | Temporada Regular     | Playoffs     |
| ---- | ---- | -- | -- | - | --- | --------------------- | ------------ |
| 1967 | USA  | 5  | 2  | 5 | 15  | 1.º, División Este    | Subcampeón   |
| 1968 | NASL | 15 | 10 | 7 | 167 | 2, División Atlántico | No Clasificó |